# Романов Дмитро Павлович
Великий князь Романов Дмитро Павлович (6 (18) вересня 1891, Московська губернія — 5 березня 1942, Давос, Швейцарія) — єдиний син великого князя Павла Олександровича від шлюбу з грецькою принцесою великою княгинею Олександрою Георгіївною, онук російського імператора Олександра II, двоюрідний брат імператора Миколи II. Учасник вбивства Григорія Распутіна, після революції 1917 р. — в еміграції.

## Біографія

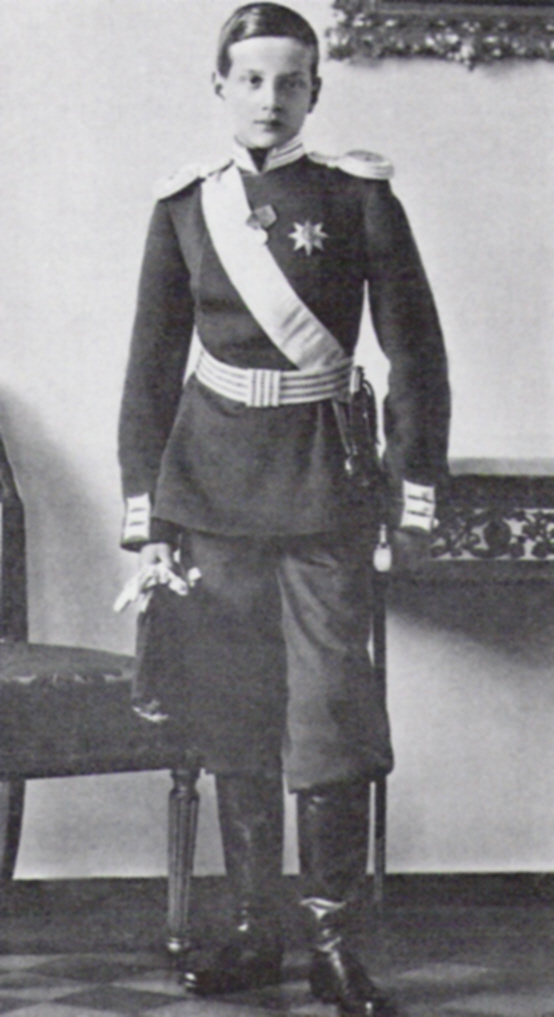
Великий князь Дмитро. 1905 рік

Мати Дмитра померла під час передчасних пологів своєї другої дитини — Дмитра. Після того як його батько, великий князь Павло Олександрович, був висланий з Росії за морганатичний шлюб з розлученою дружиною генерала Пістолькорса Ольгою Карнович, Дмитро і його старша сестра Марія Павлівна (1890—1958) виховувалися в родині свого дядька, великого князя Сергія Олександровича і його дружини Єлизавети Федорівни, які не мали власних дітей (Єлизавета Федорівна — рідна сестра імператриці Олександри Федорівни). Сергій Олександрович був московським генерал-губернатором, і дитинство Дмитра і Марії пройшло в Москві.
У 1905 році великий князь Сергій загинув в Московському Кремлі від вибуху бомби есера Івана Каляєва, який за день до цього відмовився від замаху, побачивши в кареті поруч з дядьком Дмитра та Марію. Єлизавета Федорівна віддалилася в створену нею Марфо-Маріїнську обитель милосердя. Дмитра забрав до себе в Олександрівський палац Царського Села імператор Микола II, і юнак виховувався в царській родині аж до 1913 року. Згодом Дмитро Павлович став господарем петербурзького палацу Білосільських-Білозерських, яким раніше володів його дядько.
Великий князь отримав блискучу військову освіту. Закінчив Офіцерську кавалерійську школу, службу розпочав у лейб-гвардії Кінному Його Величності полку. Флігель-ад'ютант Свити Його Імператорської Величності.

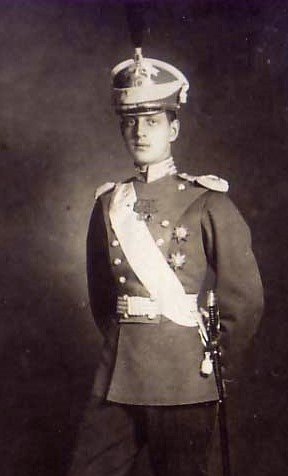
Великий князь Дмитро Павлович (1910)

У 1911 році будучи молодим офіцером просив Високого дозволу відправитися добровольцем до Лівії, де в той час йшла Італо-турецька війна, але отримав відмову.
У 1912 році брав участь в літніх Олімпійських іграх в Стокгольмі у змаганнях з кінного спорту. Зайняв 9-е місце в індивідуальному конкурсі та 5-е місце в складі збірної Росії в командному конкурсі.
6 червня 1912 року повинні були відбутися заручини великого князя Дмитра зі старшою дочкою імператора Ольгою, проте мати великої княжни, Олександра Федорівна дружина Миколи II, наполягла на розриві відносин між закоханими через неприхованою антипатії Дмитра до Григорія Распутіна.
20 серпня 1913 року брав участь у відкритті Спортивної олімпіади в Києві. Де після урочистого молебню за здоров'я Імператора Миколи ІІ, оголосив Першу всеімперську олімпіаду відкритою.
Дмитро Павлович широко відомий своєю участю у вбивстві Григорія Распутіна в ніч на 17 грудня 1916 року спільно з князем Феліксом Юсуповим, членом Державної Думи Володимиром Пуришкевичем, поручиком Сухотін, доктором Лазавертом і, можливо, деякими іншими невстановленими особами. Після виявлення трупа Распутіна великий князь Дмитро Павлович і князь Юсупов були заарештовані за прямим наказом імператриці Олександри Федорівни в порушення діючого законодавства; були звільнені тільки після втручання Миколи II щоб не провокувати суспільство, і без того схвильованого у зв'язку з убивством фаворита, на симпатії до вбивць і можливі подальші дії змовників. На його захист імператору було подано лист, підписаний деякими членами Імператорського дому..
Відправлений розпорядженням Миколи II в Персію, в загін генерала Миколи Баратова, що могло істотно підірвати і без того слабке здоров'я великого князя, але фактично врятувало йому життя після початку революції в Росії.

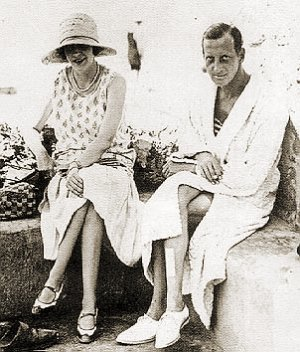
Дмитро Павлович зі своєю дружиною Одрі Емері

Після еміграції деякий час жив у США, де займався торгівлею шампанським і познайомився з майбутньою дружиною. Захоплювався автомобільними гонками.
У 1926 році в Біарріці одружився морганатичним шлюбом на американці Одрі Емері, яка прийняла православ'я з ім'ям Ганна. З середини 1920-х подружжя жило в Європі, де Дмитро Павлович брав участь у різноманітних монархічних і патріотичних рухах (в тому числі відіграв значну роль у становленні руху младоросів). У 1928 році у них народився син Павло, який прийняв від Великого князя Кирила Володимировича титул ясновельможного князя Романовського-Іллінського і з 1940-х жив в США. Його син Дмитро і Михайло є старшими серед Романових (по чоловічій лінії серед нащадків від морганічний шлюбів), хоча і визнають главою «Об'єднання членів роду Романових» Миколи Романова. Незабаром після народження сина подружжя розійшлося, хоча офіційно шлюб був розірваний лише в 1937 році. Після розлучення Одрі позбулася свого титулу, а Дмитро Павлович влаштувався в нормандському замку Боменіль. Зрештою розчарувався в перспективах відновлення монархії в Росії і усунувся від громадського життя. Після розлучення з Емері і через погіршення стану здоров'я жив у Швейцарії. У 1942 році помер від туберкульозу.